# روالة
رَوَّالة سمكة بحرية من جنس عديم الحاجب في فصيلة أبو مليسيات ذو الأسنان الممزقة.  يصل البلوغ بعد حولين.  موزعة في شرق المحيط الأطلسي من جنوب النرويج إلى المغرب ومديرة ، بما في ذلك البحر الأبيض المتوسط وجزر البليار.  تتغذى الروالة بالقشريات ، ولكنها تتغذى أيضًا على اللافقاريات والنباتات الأخرى.

## الوصف
زعنفتها الصدرية تمتد من الرأس إلى الذيل. لحمها مأكول جيد الصنف. تطول نحو ١٦ سم. ظهرها بني اللون مُعلَّم ببقع صفراء وخضراء.